# Polygrammate hebraea
Polygrammate hebraea är en fjärilsart som beskrevs av Achille Guenée 1852. Polygrammate hebraea ingår i släktet Polygrammate och familjen nattflyn. Inga underarter finns listade i Catalogue of Life.

## Bildgalleri

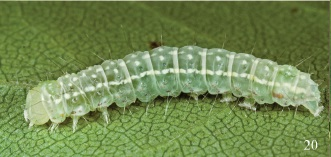